# Takeda Yusuke
Yusuke Takeda (武田 有祐 Takeda Yusuke, sinh ngày 20 tháng 7 năm 1991 ở Shiga) là một cầu thủ bóng đá người Nhật Bản thi đấu cho Kamatamare Sanuki.

## Thống kê câu lạc bộ
Cập nhật đến ngày 23 tháng 2 năm 2016.
| Thành tích câu lạc bộ | Thành tích câu lạc bộ | Thành tích câu lạc bộ | Giải vô địch | Giải vô địch | Cúp                   | Cúp                   | Tổng cộng | Tổng cộng |
| Mùa giải              | Câu lạc bộ            | Giải vô địch          | Số trận      | Bàn thắng    | Số trận               | Bàn thắng             | Số trận   | Bàn thắng |
| Nhật Bản              | Nhật Bản              | Nhật Bản              | Giải vô địch | Giải vô địch | Cúp Hoàng đế Nhật Bản | Cúp Hoàng đế Nhật Bản | Tổng cộng | Tổng cộng |
| --------------------- | --------------------- | --------------------- | ------------ | ------------ | --------------------- | --------------------- | --------- | --------- |
| 2014                  | Kamatamare Sanuki     | J2 League             | 33           | 0            | 0                     | 0                     | 33        | 0         |
| 2015                  | Kamatamare Sanuki     | J2 League             | 15           | 1            | 2                     | 0                     | 17        | 1         |
| Tổng cộng sự nghiệp   | Tổng cộng sự nghiệp   | Tổng cộng sự nghiệp   | 48           | 1            | 2                     | 0                     | 50        | 1         |